# Marbella Corella
Beatriz Marbella Corella Sías (Caborca, Sonora, 14 de septiembre de 1988), conocida simplemente como Marbella Corella, es una cantante e intérprete mexicana. Saltó a la fama en 2006 como participante del programa de televisión musical La Academia de TV Azteca en la quinta generación; y canciones como «Sin él», «Si quieres verme llorar», y «Lagrimas y lluvia» le valieron el reconocimiento de sus maestros, críticos y del público al obtener el tercer lugar de la también conocida como «La generación de la luz». 
Tras finalizar La Academia se hizo acreedora a un premio de quinientos mil pesos, así como un contrato discográfico con Warner Music México. En 2007 lanza «Mírame» su primer y único álbum como solista, el cual recopila algunos de los temas interpretados durante el programa, además de un DVD de los mismos; y que al poco tiempo logra vender más de treinta mil copias en México y situar está producción dentro del top cincuenta de los discos más vendidos del país en 2007, según datos de AMPROFON. El único sencillo desprendido del álbum fue «Mírame», el cual tuvo buena aceptación en México, dicho tema es un cover del dúo Sentidos Opuestos. Tuvo también una participación especial en el disco La Academia le canta a José Alfredo Jiménez con el tema «Un pedazo de luna», el cual le hiciera homenaje al cantautor mexicano. A pesar del notorio éxito de su primer álbum, en 2008 regresa a su natal Sonora para ingresar a la universidad en la carrera de psicología.
En 2013 y luego de seis años de ausencia, presentó ante medios de comunicación el videoclip de su colaboración con el grupo A manera de café con el tema «Nostalgias», mismo que se puede escuchar actualmente en Spotify. En dicha presentación estuvo acompañada por la cantante Crystal quien «amadrinó» su carrera musical. En 2014 grabó otra colaboración con Jessy, una cantante sonorense; se hizo la grabación del cover «No te pude retener», así como el videoclip del mismo.
En 2014 lanzó el sencillo «La que miente en tu cara» en el género banda sinaloense, composición de su hermano Juan Corella.

## Biografía

### 1988-2006: Primeros años,La Academia

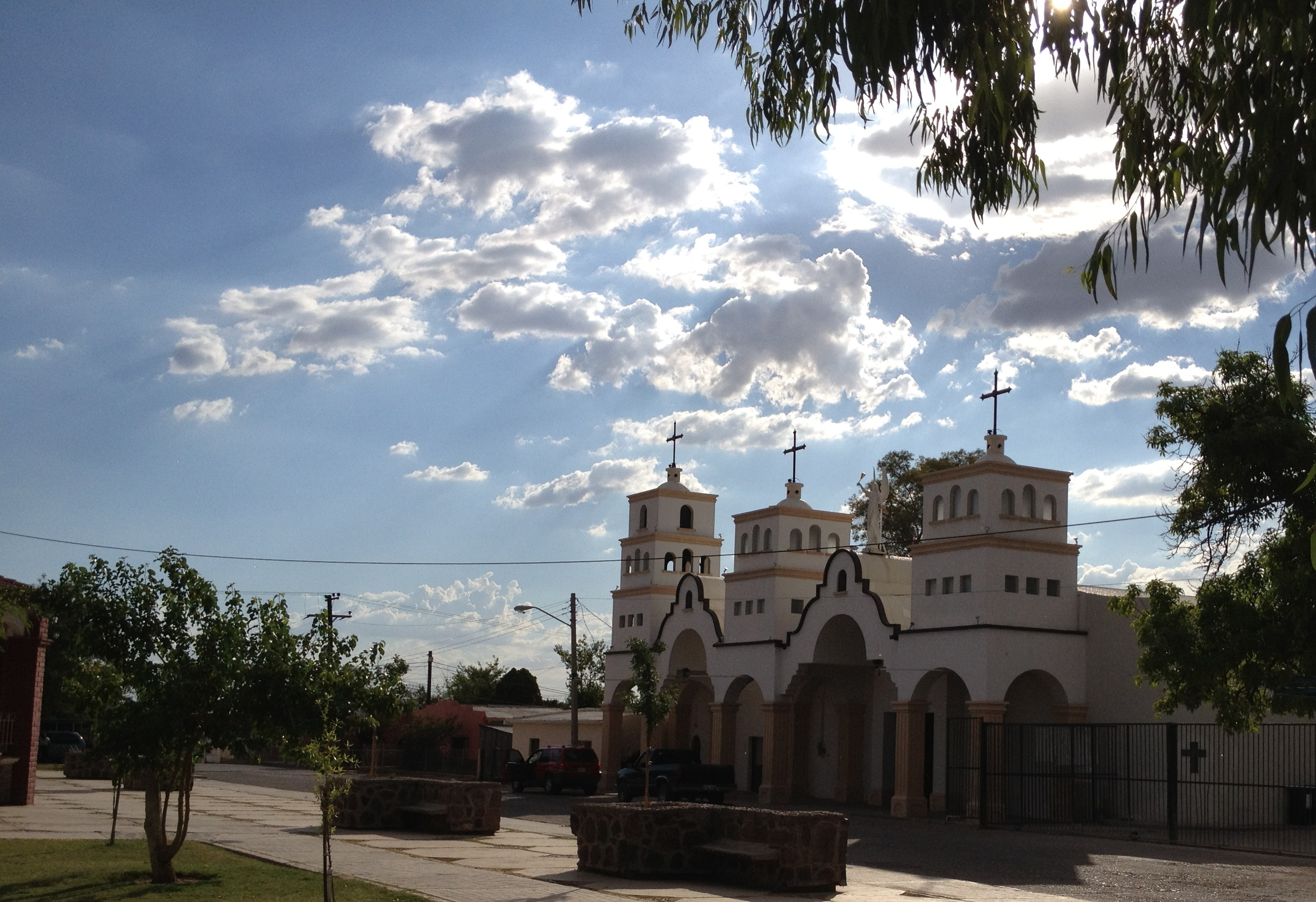
Parroquia San Felipe de Jesús en Magdalena de Kino, ciudad donde radicó Marbella.

Beatriz Marbella Corella Sías nació en la ciudad de Caborca, Sonora el 14 de septiembre de 1988, hija de Víctor Manuel Corella. A los 10 años de edad participa en un concurso local donde interpretó «Canto a mi madre». Obtiene su gran oportunidad en la música profesional a la edad de 17 años cuando después de realizar el casting logró ser seleccionada del reality show musical La Academia de Televisión Azteca en su quinta generación. Marbella ingresó junto con un grupo de 20 participantes elegidos, donde también participó Vince Miranda, quién sería su pareja sentimental en el concurso, destacó por su potente voz, sensualidad, belleza y personalidad. En el primer concierto interpretó el tema «Ay amor» de la cantante Ana Gabriel junto a su compañera Isabel, logrando obtener buenas críticas; posteriormente en el tercer concierto y durante la interpretación del tema «Mírame a los ojos», la crítica Lolita Cortés interrumpió la canción en vivo, argumentando que era un tema para explotarse, que sus compañeros en el ensamble de baile se destacaban más, y ella simplemente estaba gris, finalmente se convirtió en la primera alumna en toda la historia del reality a la que le sucedía. El público, y profesores se manifestaron en desacuerdo por la interrupción, no obstante, la falta de micrófonos les impidió hablar y expresar su opinión públicamente.
Sin embargo, en el siguiente concierto Marbella enfrentó a los críticos y con su interpretación del tema «Sin él» logró ser considerada la mejor interpretación desde que el programa había comenzado, los críticos comentaron lo siguiente:

- "Cantaste como una aplanadora, creo que demostraste porque estas acá, lección bien aprendida Marbella, te felicito."
- "Creo que has hecho una gran canción, creo que tienes, como lo dije, una gran voz. Una gran noche, muchas gracias Marbella."
- "Marbella, eh no, no puedo decir nada, es una cuestión que por mucho no sólo es lo mejor de la noche, es lo mejor desde que este programa empezó, ¡woaw! felicidades."

-Óscar Sarquiz, Lolita Cortés y Arturo López Gavito, respectivamente

Ante la sorpresa de los críticos y el público, fue expulsada en el decimoprimer concierto, con la interpretación de «Si quieres verme llorar». Posteriormente regresa en el decimotercer concierto por petición de los 4 críticos, incluida la cantante Regina Orozco, quienes consideraban que su voz hacía falta en el programa, logrando así ser la última exalumna en ingresar. Lolita Cortés mencionó: «Yo creo que la voz que no tenía que haber salido, y que tiene que estar ahí, es Marbella».
Por otro lado se realizaron algunos mini conciertos denominados El reto, en el que se presentaban el mejor y el peor alumno de la semana según los profesores, Marbella se convirtió en la mejor alumna en una ocasión e interpretó junto a Yahir el tema «Amigo» del cantante brasileño Roberto Carlos.
Durante está generación, la producción realizó dos conciertos masivos, donde los alumnos cantaban en sus estados natales, Marbella en las dos ocasiones logró ser la alumna que obtuvo mayor asistencia. En el primer concierto con alrededor de 20 mil personas y el segundo concierto en la Plaza Monumental de Magdalena de Kino, acudieron 30 mil personas. En estos conciertos fue «amadrinada» por Toñita, egresada de la primera generación del programa.
Marbella logró convertirse en finalista, siendo «Si te vas», «El sauce y la palma» y «Lagrimas y lluvia» sus últimas interpretaciones en el programa. Finalmente obtuvo el tercer lugar de la competencia, un premio económico de quinientos mil pesos, así como un contrato discográfico con Warner Music México. Seguida de Colette con el segundo lugar y Samuel Castelán Marini con el primero en la competencia.

### 2007-2011: Mírame y retiro temporal
A principios de 2007, lanza su primera producción discográfica como solista, titulada «Mírame», la cual incluye 16 temas que fueron interpretados por ella en La Academia como «De contrabando», «Sin él», «Que bello», «Ojos así», «Mírame», «Es demasiado tarde», «Como la flor», «Si quieres verme llorar», «Mi problema», «Inocente pobre amiga», «No me queda más», «Culpable o inocente», «El dolor de tu presencia», «El chico del apartamento 512», «Candela» y «Échame a mí la culpa»; dichos temas también fueron incluidos en el DVD del disco con las presentaciones del programa. El álbum recibió buena aceptación y tuvo un éxito moderado en México tras vender más de treinta mil copias, y situar está producción dentro del top 50 de los discos más vendidos del país en 2006, según datos de AMPROFON.
A pesar del notorio éxito de su primer álbum, en 2008 regresa a su natal Sonora para ingresar a la universidad en la carrera de psicología.

### 2012-últimos años: retorno musical
En diciembre de 2012, Marbella a través de la red social Twitter, compartió una de sus grabaciones, «Nostalgias», el primer tema que se escucha en plataformas digitales con el grupo A manera de café, en donde se destaca la madurez en la voz de Marbella luego de años de ausencia y que marca su regreso a los escenarios musicales. Además en su cuenta oficial de Facebook mostró distintas imágenes de lo que fue la grabación del videoclip del primer sencillo, mismo que fue grabado en la ciudad de Acapulco, Guerrero.
El lanzamiento del vídeo Nostalgias se llevó a cabo el día 25 de mayo de 2013, en la ciudad de Hermosillo, Sonora. Sin embargo, se hizo público el videoclip a través de su cuenta oficial de Facebook. A cuatro días de haber sido publicado el vídeo en la plataforma YouTube logró conseguir más de tres mil visitas.
Se esperaba el lanzamiento de su segunda producción discográfica en el género de banda, mientras tanto se hizo el lanzamiento del sencillo «La que miente en tu cara», composición de su hermano Juan Corella. El 4 de diciembre de 2014 se hizo el lanzamiento del videoclip en la plataforma YouTube. Actualmente reside en Los Ángeles, California.

## Vida privada
Durante su estancia en el reality mantuvo una relación con su compañero Vince Miranda, sin embargo su relación dio finalizada al poco tiempo después del término del programa.
El 22 de mayo de 2015 Marbella hizo pública una denuncia a través de algunos medios de comunicación, donde menciona que su exnovio Vince y su familia le deben más de ciento cincuenta mil pesos que ella les prestó para cubrir una supuesta urgencia económica. Dicha denuncia pública se realizó luego de que Vince Miranda ganara un premio de cien mil pesos en la segunda gala del concurso Baila si puedes de TV Azteca.
En febrero de 2017 dio a conocer a través de fotografías en su red social Instagram, que se encontraba embarazada de su primer hijo, naciendo en ese mismo año el 6 de julio su primogénito a quien llamó César, fruto de su relación con César Pacheco Sánchez.

## Trayectoria

### Televisión
- La Academia Cinco (2006) - Tercer lugar
- La vida es una canción (2007) - Episodio y entrevista

### Otras apariciones
- La Academia, el reto (2006) - «Amiga» ft Yahir[19]
- Venga la alegría (2006) - «Que bello» y «Sin él»
- Juguetón Azteca (2007) - «Si quieres verme llorar»
- Especial La Academia: 5 años después (2007) - «Falsas esperanzas» con Cynthia y Hiromi

## Discografía
| Álbumes recopilatorios - 2006: La Academia Cinco: vol. 1 - 2006: La Academia Cinco: vol. 2 - 2007: La Academia le canta a José Alfredo Jiménez - 2007: Mírame Canciones en La Academia - 2006: «Ay amor» - 2006: «De contrabando»* - 2006: «Mírame a los ojos» - 2006: «Sin él»* - 2006: «De mí enamórate» - 2006: «Que bello»* - 2006: «Ojos así»** - 2006: «Mírame (Atrévete)»** - 2006: «Es demasiado tarde»* - 2006: «Déjame volver contigo» - 2006: «Como la flor»** - 2006: «Si quieres verme llorar»* | Canciones en La Academia - 2006: «Mi problema»* - 2006: «Inocente pobre amiga»* - 2006: «Es por ti» - 2006: «No me queda más»* - 2006: «Culpable o inocente»* - 2006: «El dolor de tu presencia»** - 2006: «Cucurrucucú paloma» - 2006: «El chico del apartamento 512»* - 2006: «Candela»* - 2006: «Échame a mí la culpa»* - 2006: «Sabes a chocolate» - 2006: «Una de dos» - 2006: «Un mundo raro» - 2006: «Si te vas» - 2006: «El sauce y la palma» - 2006: «Lágrimas y lluvia» | Sencillos - 2007: «Mírame (atrévete)» - 2014: «La que miente en tu cara» Colaboraciones - 2006: «Amiga» ft Yahir - 2013: «Nostalgias» ft A manera de café - 2014: «No te pude retener» ft Jessy Otras canciones - 2007: «Falsas esperanzas» - 2007: «Un pedazo de luna» - 2013: «La gata bajo la lluvia» - 2013: «Noche de copas» - 2013: «Volveré» - 2013: «Como tu mujer» - 2013: «Ángel» - 2014: «Naila» |

Notas:
* Canciones incluidas en el álbum: Mírame.
** Estás canciones además de ser incluidas en el álbum "Mírame", formaron parte de los álbumes recopilatorios de La Academia Cinco.

### Videografía
- «Nostalgias» (2013)
- «No te pude retener» (2014)
- «La que miente en tu cara» (2014)